# Ngũ quark
Ngũ quark (tiếng Anh: pentaquark) là một hạt hạ nguyên tử tạo bởi một nhóm gồm 5 hạt quark (để phân biệt với 3 hạt quark trong mỗi baryon và 2 hạt quark trong mỗi meson); cụ thể hơn, nó bao gồm 4 hạt quark và 1 hạt phản quark. Do vậy số baryon của nó là 1. Trước khi có tên là ngũ quark, người ta đã xếp nó vào một dạng hạt mới, gọi là hạt ngoại baryon. Một vài thí nghiệm từ năm 2003 đã cho rằng một ngũ quark có khối lượng vào khoảng 1540 MeV, là tổ hợp của 2 quark trên, 2 quark dưới và 1 phản quark lạ ({\displaystyle [ud][ud]{\bar {s}}}). Đây là một tổ hợp nhỏ nhất của các thành phần, với số baryon là 1 và số lạ dương.
5 hạt quark này không phải là thành phần hạt quark sơ khai trong mô hình dự đoán sự tồn tại của ngũ quark ban đầu. Hạt quark thứ 4 đã được phát hiện với tỉ khối trạng thái cao hơn so với biển Dirac cùng với năng lượng âm, trong khi phản quark lại có tỉ khối trạng thái thấp hơn, với năng lượng dương. Điều này dẫn đến việc không cần nhiều năng lượng để tạo nên một lỗ hạt kích thích, do vậy ngũ quark nhẹ hơn 2 GeV hoặc nó có thể được dự đoán bởi những mô hình cấu tạo quark khác.

## Lịch sử
Sự tồn tại của các ngũ quark đã được đặt giả thuyết bởi Maxim Polyakov, Dmitri Diakonov và Victor Petrov thuộc Viện vật lý hạt nhân Petersburg tại Nga vào năm 1997, nhưng dự đoán của họ đã gặp nhiều nghi vấn. Tuy vậy, sự tồn tại của ngũ quark đã được công bố lần đầu tiên vào tháng 7 năm 2003 từ thí nghiệm của Takashi Nakano thuộc Đại học Osaka, Nhật Bản, và Ken Hicks thuộc phòng thí nghiệm Thomas Jefferson (hay Jefferson Lab) ở Newport News, Virginia. Thí nghiệm của họ bắn một tia gamma vào một neutron, để tạo ra một meson và một ngũ quark. Tuy nhiên, hạt ngũ quark này chỉ tồn tại trong {\displaystyle 10^{-20}} giây trước khi phân rã thành 1 meson và 1 neutron.
Song sự tồn tại của ngũ quark vẫn còn bị nghi ngờ. Để giải quyết vấn đề thông suốt, nhóm hợp tác CLAS đã thiết lập lại thí nghiệm này ở phòng thí nghiệm Jefferson Lab, với mục đích tìm kiếm những hạt ngũ quark như trước đó. Thí nghiệm hoàn toàn dựa vào may mắn.
Nhóm CLAS đã tìm lại lần nữa vào năm 2005 với bằng cách tăng gia tốc của các photo khi bắn vào hidrô lỏng. Trước đó, nhóm khoa học của Đức là SAPHIR đã có một kết quả chứng minh cho sự tồn tại của ngũ quark, nhưng kết quả của nhóm CLAS chính xác hơn 50 lần so với nhóm SAPHIR bằng việc thu thập dữ liệu lớn gấp 10 lần, với năng lượng ở phạm vi dự đoán là sẽ xảy ra phản ứng phân rã. Một thành viên của nhóm CLAS, Raffaella De Vita thuộc Viện vật lý hạt nhân (Istituto Nazionale di Fisica Nucleare) của Ý, đã công bố ngày 17 tháng 4 năm 2005 tại hội nghị thường niên của Hội Vật lý Hoa Kỳ ở Tampa, Florida rằng nhóm CLAS đã không thu được kết quả như trước đó - không có bằng chứng nào về sự tồn tại của ngũ quark được phát hiện. Nhiều kết quả thêm của nhóm CLAS đang được mong đợi ở cuối năm 2005.
Cũng cần chú ý rằng các thí nghiệm sau đó đã không thành công trong việc phát hiện ra ngũ quark tại năng lượng cao là do các meson trao đổi tạo ra bộ máy triệt tiêu các gulon trao đổi có hương trung tính, điều này sau đó đã được ngăn chặn bởi luật OZI. Do vậy các giới hạn chặn trên của tốc độ tạo ngũ quark phụ vào các kết quả âm của một số thí nghiệm không đồng nghĩa với việc phủ định sự tồn tại của ngũ quark.